# Heinrich Schmitz (strażnik)
Heinrich Schmitz (ur. 1891, data śmierci nieznana) – zbrodniarz nazistowski, członek załogi niemieckiego obozu koncentracyjnego Mauthausen-Gusen i SS-Unterscharführer.
Z zawodu tkacz. Członek Waffen-SS. 1 stycznia 1940 rozpoczął służbę w obozie głównym Mauthausen i pozostał tam do maja 1942. Następnie pełnił służbę kolejno: w podobozie Brettstein (od maja do listopada 1942), ponownie w obozie głównym (od listopada 1942 do 13 stycznia 1943), w obozie specjalym SS Hintzen (od 13 stycznia do 17 czerwca 1943), po raz kolejny w obozie głównym Mauthausen (do końca czerwca 1943), w podobozie Wiener-Neustadt (od końca czerwca do końca października 1943), ponownie w obozie głównym (do 13 stycznia 1944) i wreszcie w podobozie Ebensee (od 13 stycznia 1944 do 5 maja 1945). W Ebensee pełnił funkcje kierownika komanada więźniarskiego i zastępcy dowódcy oddziału wartowniczego. Pod koniec swojego pobytu w obozie sam objął stanowisko dowódcy oddziału wartowniczego.
Schmitz został osądzony w procesie załogi Mauthausen-Gusen (US vs. Heinrich Schmitz i inni przed amerykańskim Trybunałem Wojskowym w Dachau. Wymierzono mu karę 5 lat pozbawienia wolności za bicie kolbą karabinu więźniów pracujących w kamieniołomach Ebensee.